# Dynamo (magician)
Steven Frayne (n. 17 decembrie 1982 în Bradford) este un magician englez, care dă spectacole sub numele de Dynamo.